# Michael Bellisario
Michael Bellisario (7 de abril de 1980) es un actor estadounidense y el hijo del guionista y productor Donald P. Bellisario y de su segunda esposa Lynn Halpern. 
Bellisario ha tenido papeles en la mayoría de las series producidas por su padre, interpretando al personaje del guardiamarina Michael "Mikey" Roberts en JAG. También apareció en la primera parte de la tercera temporada de NCIS como el técnico de laboratorio Charles "Chip" Sterling y en cuatro episodios de Quantum Leap. En el capítulo piloto de JAG, Michael era el chico remando en el mar Adriático (Antonio) en la escena inicial. En ese momento tenía 15 años. Al final del capítulo S03E01, él hace una entrega de pizza a una estación de policía.
Michael es el medio hermano de la actriz Troian Bellisario y de Nicolás Bellisario.

## Filmografía
- Kush (2008) Doctor en Belmont
- Señores del Inframundo (2006) como James Vane
- Bravo (1998) del presidente Son-in-law
- Más allá del trofeo (2012) Productor
- Good Day LA (2002) Mismo
- Fox News (2008) Mismo
- Sunset Tan (2007) Mismo
- El Girls Next Door (2005) Mismo
- VH1 Big in 04 (2004) Invitado / Boceto